# Ранижув (гмина)
Ранижув (пол. Raniżów) — сельская гмина (волость) в Польше, входит как административная единица в Кольбушовский повет, Подкарпатское воеводство. Население — 7292 человека (на 2005 год).

## Демография
| Перепись                       | Всего   | Всего | Женщины | Женщины | Мужчины | Мужчины |
| ------------------------------ | ------- | ----- | ------- | ------- | ------- | ------- |
| Единицы                        | человек | %     | человек | %       | человек | %       |
| Население                      | 7199    | 100   | 3491    | 48,5    | 3708    | 51,5    |
| Плотность населения (чел./км²) | 74,4    | 74,4  | 36,1    | 36,1    | 38,3    | 38,3    |

## Сельские округа
1. Корчовиска
2. Мазуры
3. Порембы-Вольске
4. Посухы
5. Ранижув
6. Станишевске
7. Воля-Ранижовска
8. Зелёнка

## Соседние гмины
1. Гмина Дзиковец
2. Гмина Глогув-Малопольски
3. Гмина Ежове
4. Гмина Камень
5. Гмина Кольбушова
6. Гмина Соколув-Малопольски